# Food Lion
Food Lion is een Amerikaanse regionale supermarktketen met hoofdkantoor in Salisbury, North Carolina. De keten exploiteert meer dan 1100 supermarkten in 10 staten aan de Mid-Atlantische Oceaan en in het zuidoosten van de Verenigde Staten (Delaware, Georgia, Kentucky, Maryland, North Carolina, Pennsylvania, Zuid-Carolina, Tennessee, Virginia en West Virginia). De keten heeft ruim 63.000 werknemers. Het werd in 1957 opgericht als Food Town, een enkele kruidenierswinkel in Salisbury. Later breidde het zich uit met vele locaties in Noord-Carolina. Het werd onafhankelijk geëxploiteerd totdat het in 1974 werd overgenomen door het in België gevestigde conglomeraat Delhaize Groep. In 1983 veranderde het bedrijf zijn merknaam en branding naar Food Lion om uitbreiding naar regio's waar Food Town al in gebruik was door niet-gerelateerde winkels mogelijk te maken. Door verdere fusies en overnames is Food Lion, LLC momenteel eigendom van het in Nederland gevestigde Ahold Delhaize. De naam van de mascotte is sinds 17 januari 1997 George, the Food Lion.